# Мокша (Мордовия)
Мокша — поселок Торбеевского района Республики Мордовия в составе Хилковского сельского поселения. 

## География
Находится на расстоянии примерно 4 километра по прямой на север-северо-запад от районного центра поселка Торбеево.

## История
Основан в 1922 году. В 1931 году в поселке был учтен 51 двор.

## Население
Постоянное население составляло 14 человек (мордва-мокша 93%) в 2002 году, 9 в 2010 году .